# Пьер де Жуанвиль
Пьер де Жуанвиль (фр. Pierre de Joinville) или Пирс де Женевиль (англ. Piers de Geneville; ум. до 8 июня 1292) — англо-французский аристократ, барон Стантон Лейси с 1283 года, второй сын Жоффруа (Джефрии) де Женевиля, 1-го барона Женевиля, и Мод де Ласи.
После смерти старшего брата стал наследником отца, передавшего ему под управление владения в Валлийской марке. Кроме того, благодаря браку с Жанной де Лузиньян он получил владения в Гаскони. Он умер раньше отца, наследницей его владений стала старшая дочь Жанна (Джоан) де Женевиль, которая вышла замуж за Роджера Мортимера, 1-го графа Марча.

## Биография
Пьер был вторым из сыновей Жоффруа (Джефрии) де Женевиля, сеньора Вокулёра (позже вызванного в английский парламент как 1-й барон Женевиль), происходившего из знатного шампанского рода Жуанвилей. Жоффруа около 1251 года перебрался в Англию, где стал соратником будущего короля Эдуарда I. Не позднее 1252 года он женился на богатой наследнице Мод де Ласи, благодаря чему унаследовал ряд владений в Валлийской марке и Ирландии.
Точный год рождения Пьера неизвестен. Его старший брат, Жоффруа, умер рано, не оставив наследников, поэтому в хартии, датированной 16 февраля 1283 года, Пьер назван «старшим сыном» Жоффруа де Женевиля и Моде де Ласи. Поскольку основные интересы Жоффруа были сосредоточены в Ирландии, где Мод де Ласи владела половиной графства Мит, то свои английские владения, Стантон Лейси, в состав которых входили Ладлоу в Шропшире и Уолтерстон в Херефорде, он в 1283 году передал под управление Пьера.
В 1280—1283 годах Пьер женился на Жанне де Лузиньян, дочери Гуго XII де Лузиньяна, графа де ла Марш и д’Ангулем, родственнице английского короля. Она была вдовой гасконского сеньора Бернара Эзи IV д’Альбре. Этот брак принёс Пьеру владения жены в Гаскони. 
Пьер умер в 1292 году, не позднее 8 июня. Сыновей у него не было, остались только 3 дочери. Чтобы избежать дробления земель, 2 младшие дочери, Матильда и Беатрис были отданы в монастырь Аконбери, где стали монахинями, а старшая дочь Жанна (Джоан) де Женевиль, которая вышла замуж за Роджера Мортимера, 1-го графа Марча, стала наследницей английских владений деда, умершего в 1314 году.

## Брак и дети
Жена: с 1280/1283 Жанна де Лузиньян (ок. 1260/1265 — до 18 апреля 1323), дочь Гуго XII де Лузиньяна, графа де ла Марш и д’Ангулем, и Жанны де Фужер, вдова Бернара Эзи IV д’Альбре. Дети:
- Жанна (Джоан) де Женевиль (2 февраля 1286 — 19 октября 1356), 2-я баронесса Женевиль с 1314; муж: ранее 6 октября 1306 Роджер Мортимер (25 апреля 1287 — 29 ноября 1330), 3-й барон Мортимер из Вигмора с 1304 года, 1-й граф Марч с 1328[4];
- Матильда де Женевиль, монахиня в монастыре Аконбери[4];
- Беатрис де Женевиль, монахиня в монастыре Аконбери[4].